# جغدک نواری آفریقایی
جغدک نواری آفریقایی (نام علمی: Glaucidium capense) یک گونه جغد کوچک از خانواده جغدان راستین است که در بیشتر مناطق جنوبی، مرکزی و شرقی آفریقا یافت می‌شود. این آرایه ممکن است چهار گونه باشد تا یک گونه.